# Pike County, Ohio
Pike County är ett administrativt område i delstaten Ohio, USA. År 2010 hade countyt 28 709 invånare. Den administrativa huvudorten (county seat) är Waverly. 

## Geografi
Enligt United States Census Bureau så har countyt en total area på 1 150 km². 1 144 km² av den arean är land och 6 km² är vatten.      

### Angränsande countyn
- Ross County - norr
- Jackson County - öst
- Scioto County - söder
- Adams County - sydväst
- Highland County - väst